# Томіяма Хідеакі
Хідеакі Томіяма (яп. 富山 英明; нар. 16 листопада 1957, префектура Ібаракі, регіон Канто) — японський борець вільного стилю, дворазовий переможець, дворазовий срібний призер, бронзовий призер чемпіонатів світу, дворазовий чемпіон Азійських ігор, переможець Кубків світу, чемпіон Олімпійських ігор. 2008 включений до Всесвітньої Зали слави Міжнародної федерації об'єднаних стилів боротьби (FILA). Член бюро Об'єднаного світу боротьби.

## Біографія
Боротьбою почав займатися з 1971 року. Виступав за Університет Ніхон з Токіо. Тренувався під керівництвом Томіякі Цукуди. Після завершення спортивної кар'єри перейшов на тренерську роботу. Тренував, зокрема, Норіюкі Такацука, Сейко Ямамото, Судзукі Арі і Абе Ріно.

## Спортивні результати на міжнародних змаганнях

### Виступи на Олімпіадах
| Змагання                    | Збірна | Вагова категорія          | Місце  |
| --------------------------- | ------ | ------------------------- | ------ |
| Літні Олімпійські ігри 1984 | Японія | вільна боротьба, до 57 кг | Золото |

### Виступи на Чемпіонатах світу
| Змагання                        | Збірна | Вагова категорія          | Місце  |
| ------------------------------- | ------ | ------------------------- | ------ |
| Чемпіонат світу з боротьби 1978 | Японія | вільна боротьба, до 57 кг | Золото |
| Чемпіонат світу з боротьби 1979 | Японія | вільна боротьба, до 57 кг | Золото |
| Чемпіонат світу з боротьби 1981 | Японія | вільна боротьба, до 57 кг | Бронза |
| Чемпіонат світу з боротьби 1982 | Японія | вільна боротьба, до 57 кг | Срібло |
| Чемпіонат світу з боротьби 1983 | Японія | вільна боротьба, до 57 кг | Срібло |

### Виступи на Азійських іграх
| Змагання           | Збірна | Вагова категорія          | Місце  |
| ------------------ | ------ | ------------------------- | ------ |
| Азійські ігри 1978 | Японія | вільна боротьба, до 57 кг | Золото |
| Азійські ігри 1982 | Японія | вільна боротьба, до 57 кг | Золото |

### Виступи на Кубках світу
| Змагання                    | Збірна | Вагова категорія          | Місце  |
| --------------------------- | ------ | ------------------------- | ------ |
| Кубок світу з боротьби 1978 | Японія | вільна боротьба, до 57 кг | Золото |

### Виступи на інших змаганнях
| Змагання                             | Збірна | Вагова категорія          | Місце  |
| ------------------------------------ | ------ | ------------------------- | ------ |
| Суперчемпіонат світу з боротьби 1980 | Японія | вільна боротьба, до 57 кг | Золото |
| Літня Універсіада 1981               | Японія | вільна боротьба, до 57 кг | Срібло |